# Phlegetonia transversa
Phlegetonia transversa is een vlinder uit de familie van de Euteliidae. De wetenschappelijke naam van de soort is voor het eerst geldig gepubliceerd in 1927 door Candèze.